# 제6회 제천국제음악영화제
제6회 제천국제음악영화제는 2010년 8월 12일에 열린 시상식이다.

## 수상 및 후보

### 대상
- 킨샤사 심포니 - 마르틴 바에르 외 1명 수상

### 심사위원 특별상
- 어이그, 저 귓것 - 오멸 수상

### 시네 심포니
- 재즈 클럽에서 생긴 일 - 장 아샤슈
- 오! 마이 붓다 - 타구치 토모로오
- 사랑의 미로(영어판) - 데이빗 세라노
- 엘 토르칸 - 가브리엘 아레귀
- 엘렉트로 게토, 부시도 이야기 - 울리히 에델
- 디셈버 - 힐마르 오드슨
- 비운의 천재 앙드레 마티유 - 뤽 디온느
- 락앤롤 보트 - 리차드 커티스
- 북구의 카르멘 - 옐레 네스나

### 세계 음악영화의 흐름
- 도시의 악사들 - 그레고르 부흐하우스 외 1명
- 노래하는 요정 - 주풍
- 스타 무한도전 - 유국창
- 브라보! 재즈 라이프 - 남무성
- 브란 누 대 - 레이첼 퍼킨스
- 가을 아다지오 - 이노우에 추키

### 뮤직 인 사이트
- 레미 - 그렉 올리버 외 1명
- 지니어스 위딘 - 피터 레이몬트 외 1명
- 피아노매니아 - 로버트 시비스 외 1명
- 하모니카 전설, 투츠 틸레망 - 피에르 바레 외 1명
- 생명의 목소리 - 안네 물바드
- 롤링 스톤즈의 프랑스 은둔기 - 스티븐 키잭
- 씽 잇! - 양쯔린
- 안너 빌스마: 보케리니의 비밀 - 카린 빌스마
- 뿌리를 찾은 연주 - 폴 리그터
- 디 원 맨 비틀즈 - 코시모 메세리
- 오일 시티 컨피덴셜 - 줄리엔 템플
- 부활! 팻 마티노 - 이안 녹스
- 조르디 사발과 보르기아스 - 마리아 고르게스 카프데빌라
- 포크의 여왕, 존 바에즈 - 매리 워튼
- 클라우스 부어만과 비틀즈 - 요르그 분트슈

### 주제와 변주
- U2: 조슈아 트리 - 필립 킹 외 1명
- 퀸: 어 나잇 앳 디 오페라 - 매튜 롱펠로우
- 핑크 플로이드: 다크 사이드 오브 더 문 - 매튜 롱펠로우
- 존 레논: 플라스틱 오노 밴드 - 매튜 롱펠로우
- 엘튼 존: 굿바이 옐로우 브릭 로드 - 밥 스미튼
- 도어즈: 더 도어즈 - 밥 스미튼

### 패밀리 페스트
- 원숭이 크리쉬와 고양이 트리쉬 - 문잘 슈로프 외 1명
- 꼬마 피아니스트 수라비 - 비샬 샤투르베디
- 퓨필의 콘서트 - 얀 오토 에르테스바그
- 몸 속에 흐르는 음악 - 알렉산드루 마브로디네아누
- 뮤지션 - 키아누슈 아베디
- 멈출 수 없어 - 세시 알베스 도스 산토
- 브누아 수사님 - 미셸 뒤포르

### 시네마 콘서트
- 제너럴 - 버스터 키튼 외 1명

### 음악단편초대전
- 아난다 - 가나로의 음악여행 - 아난다 코안틱 외 1명
- 와일드맨 - 플로리스 스콘펠트
- 멜로디 - 알렉산더 슈엡스만
- 숲 속의 콘서트 - 예스퍼 갠스란트
- 야수와의 질주 - 로엘 바우터스
- 레코드 - 딜런 레이블링
- 권태기 탈출법 - 질 샤르망
- 연주와 이발 - 맷 모리스
- 믹스테이프 - 루크 스넬린
- 제니와 애벌레 - 이언 클락
- 전설의 소멸 - 미렉 하멧
- 보석같은 기타 - 프랑크 보베
- 생애 첫 음악 - 엘코 페르베르다
- 일상에 관한 5개의 필름 - 데이비드 스양 리우
- 어느 곳에도 이르지 않는 길 - 변재민
- 데뷔 - 김세연
- 나쁘지 않아 - 이형준
- 엄마의 휴가 - 김광복

### 제천 영화 음악상 특별전
- 서편제 - 임권택
- 칠수와 만수 - 박광수
- 두 여자의 집 - 곽지균
- 고래 사냥 - 배창호

### 한국 음악영화의 오늘
- 비처럼 음악처럼 - 김남경
- 요술 - 구혜선
- 하모니 - 강대규
- 기타가 웃는다 - 전소현
- 기타 이야기 - 김성균
- In the Cold Cold Night 03_Repeat Mark - 기채생
- 플라잉 버터플라이 - 정흠문
- 친애하는 음악: 다시 말해서, 오후 한 시 가회동에서 만난 그들이 바다로 가는 판타지 - 박성오
- 나비맛 비스킷 - 박경배
- 에일리언 밴드 - 변준석